# アダム・ヤクベフ
アダム・ヤクベフ（スロバキア語: Adam Jakubech、1997年1月2日 - ）は、スロバキアのサッカー選手。スロバキア代表。ポジションはGK。

## 選手歴
2014年に1.FCタトラン・プレショフで選手となった。2015年1月にFCスパルタク・トルナヴァに移籍。
2017年にリーグ・アンのリールに移籍。

## 代表歴
2017年1月にアブダビで行われたスウェーデン代表、ウガンダ代表との非公式試合のメンバーに選ばれ、ウガンダ代表戦でミハル・シュッラに代えて46分に投入されたものの、77分にジェフリー・マッサに得点を奪われ1-3の敗北というデビュー戦になった。